# Адаркины
Адаркины (монг. адархин, адаргин, хадархин) — одно из племён нирунской ветви монголов. Представляют собой ответвление рода борджигин. Имя адаркинов также упоминается в следующих формах: атархины, адархины, адаркинцы, хадаркинцы, хадаркины.

## Родословная
Согласно «Сокровенному сказанию монголов», родословная адаркинов восходит к легендарному предку монголов Бортэ-Чино, который переплыл море Тенгис и поселился у берегов реки Онон, на горе Бурхан-Халдун. Под морем Тенгис, согласно ряду источников, подразумевалось озеро Байкал.
Родословная адаркинов выглядит следующим образом:
- Борте-Чино, родившийся по изволению Вышнего Неба. Супругой его была Гоа-Марал, потомком их был Бата-Чиган.
- Сын Бата-Чигана — Тамача.
- Сын Тамачи — Хоричар-Мерген.
- Сын Хоричар-Мергана — Аучжам-Бороул.
- Сын Аучжам-Бороула — Сали-Хачау.
- Сын Сали-Хачау — Еке-Нидун.
- Сын Еке-Нидуна — Сим-Сочи.
- Сын Сим-Сочи — Харчу.
- Сын Харчу — Борчжигидай-Мерган — был женат на Монголчжин-гоа.
- Сын Борчжигидай-Мергана — Тороголчжин-Баян — был женат на Борохчин-гоа.
- Сыновья Тороголчжина: Дува-Сохор и Добун-Мерган.
- Добун-Мерган женился на Алан-гоа, дочери Хори-Туматского Хорилартай-Мергана. Матерью Алан-гоа была Баргучжин-гоа, дочь правителя баргутов Бархудай-Мергана.
- Войдя в дом к Добун-Мергану, Алан-гоа родила двух сыновей. То были Бугунотай и Бельгунотай.
- После смерти Добун-Мергана, Алан-гоа, будучи безмужней, родила трех сыновей. То были: Бугу-Хадаги, Бухату-Салчжи и Бодончар-простак. По легенде, Алан-гоа забеременела от луча света. Согласно другой версии, их настоящим отцом был Маалих, Баяудаец.
- Бодончар стал родоначальником поколения Борчжигин.
- Потомок Бодончара, который родился от первой, старшей жены, носил имя Барин-Ширату-Хабичи.
- Сын Хабичи-Баатура был Менен-Тудун.
- У Менен-Тудуна было семеро сыновей: Хачи-Кулюк, Хачин, Хачиу, Хачула, Хачиун, Харандай и Начин-Баатур.
- У Хачиуна был сын, по имени Адаркидай. Он стал родоначальником племени Адаркин[1].

## История

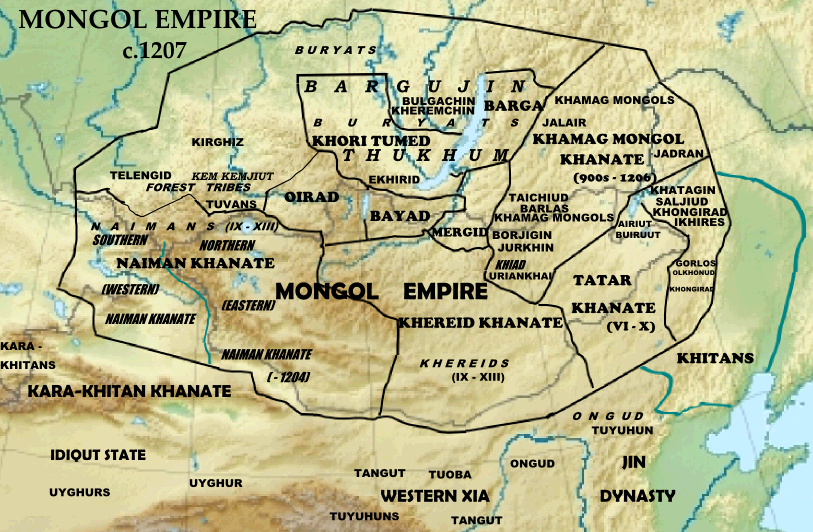
Монгольская империя в 1207 г.

Согласно «Сокровенному сказанию монголов», племя Адаркидая было прозвано «Адаркин-сутяги из-за тех распрей, которые он заводил между братьями». В «Алтан Тобчи» в числе предков адаркинов упоминается Мухур Сагурин.
Адаркины были в числе монгольских племён, которые по указу Чингисхана находились в прямом подчинении у нойона-тысячника Хорчи. Кроме адаркинов Хорчи совместно с тысячниками Тахаем и Ашихом ведали тремя тысячами бааринцев и пополненными до тьмы чиносцами, тоолесами и теленгутами.
Часть адаркинов в XIII веке вошла в состав ойратов. В состав ойратских племён наряду с адаркинами влились отдельные группы коренных монгольских племён, переселённых на Алтай по указу Чингисхана (улус темника Хорчи) — это чиносы, келькиты, бюдюрмисы, онгнигуты, харнуты, тайджиуты, эльджигены, позже сохранившиеся в этническом составе калмыков-дербетов и торгоутов Калмыцкого ханства на Волге.
В «Сборнике летописей» адаркины упоминаются в числе нирун-монголов под именем хадаркин. Во времена Чингисхана главой хадаркинов был Мукур-Куран. Значение [слова] «куран» — «[человек] со сварливым и нудным нравом, как пила». Он начальствовал тысячей племени хадаркин. Мукур-Куран принадлежал к эмирам правого крыла. По Рашид ад-Дину, «большинство того войска было в Дешт-и Кипчаке вместе с Нокаем». Также в «Сборнике летописей» упоминается внук Мукур-Курана по имени Букурай, служивший в Ильханате Хулагу.
Представитель племени адаркин, стрелок по имени Хонхай, был одним из приближённых Чингисхана во время его похода на Среднюю Азию. Хонхай упоминается в параграфе «Сокровенного сказания монголов», рассказывающем о недовольстве Чингисхана всеми тремя сыновьями, участвовавшими во взятии Ургенча. Джучи, Чагатай и Угэдэй, взяв город Ургенч, поделили между собой, на троих, и поселения и людей, причём не выделили доли для Чингисхана. Чингисхан велел явиться своим сыновьям и принялся их отчитывать. «Он приводил им древние изречения и толковал старину. Они же, готовые провалиться сквозь землю, не успевали вытирать пота со лбов своих». Чингисхан смягчился лишь после просьбы своих стрельцов Хонхая, Хонтохора и Сормагана, которые обратились к нему со словами: «Государь! Царевичи еще ведь только обучаются бранному житью, наподобие тех серых соколов, которых только еще начинают напускать на хватку. Добро ли смущать их подобным образом? Не впали бы они со страху в нерадение. А ведь у нас — всюду враг от заката солнца и до восхода его. Натравил бы ты лучше нас, Тибетских псов своих, натравил бы на вражеский народ, и мы, умножаемые в силах небесами и землей, мы доставили б тебе и вражеского золота с серебром и тканей с товарами, и людей с жилищами их».
Хадаркинцы и мангуты упоминаются в составе туменов, участвовавших в походах Ногая. Они «славились как отличные воины, замечательные стрелки из луков». Хадаркинцы отличались неукоснительным выполнением заветов Чингисхана и свято придерживались введённой им железной дисциплины. Хадаркинцы и мангуты, переселившиеся в Крым, впоследствии вошли в состав ногайцев.
Племя хадаркин, очевидно, являлось основой монгольского контингента в западной части половецкой степи, бывших причерноморских владениях половцев-куманов. Вероятно, хадаркины попадают в днепро-днестровские степи как часть улуса Курмиши (Куремсы). В середине 50-х годов XIII в. военно-административной главой улуса вместо Курмиши становится Бурундай. Вероятно, попав под начало Бурундая, хадаркины могли участвовать в его европейских походах. К концу XIII в. улус, вероятно, был возвращен сыновьям Куремши (Курмеши, Курмиши) — Аяджи (Абаджи), Караджи и Яджи. Согласно сообщению Ибн Халдуна, когда Ногай поставил над ними своих сыновей, то они со своим народом ушли к Токтаю.

## Современность
Носители родовой фамилии Адархин проживают в Монголии на территории аймаков Хэнтий, Туве, Дорноговь.

## Образ в литературе
- «Тэмуджин» — роман российского писателя А. С. Гатапова[13].
- «Шестиглавый Айдахар» — роман казахского писателя И. Есенберлина[10].